# Gaia Realini
Gaia Realini née le 19 juin 2001 à Pescara, dans la province du même nom, dans la région des Abruzzes, est une coureuse cycliste italienne.

## Biographie

### 2023

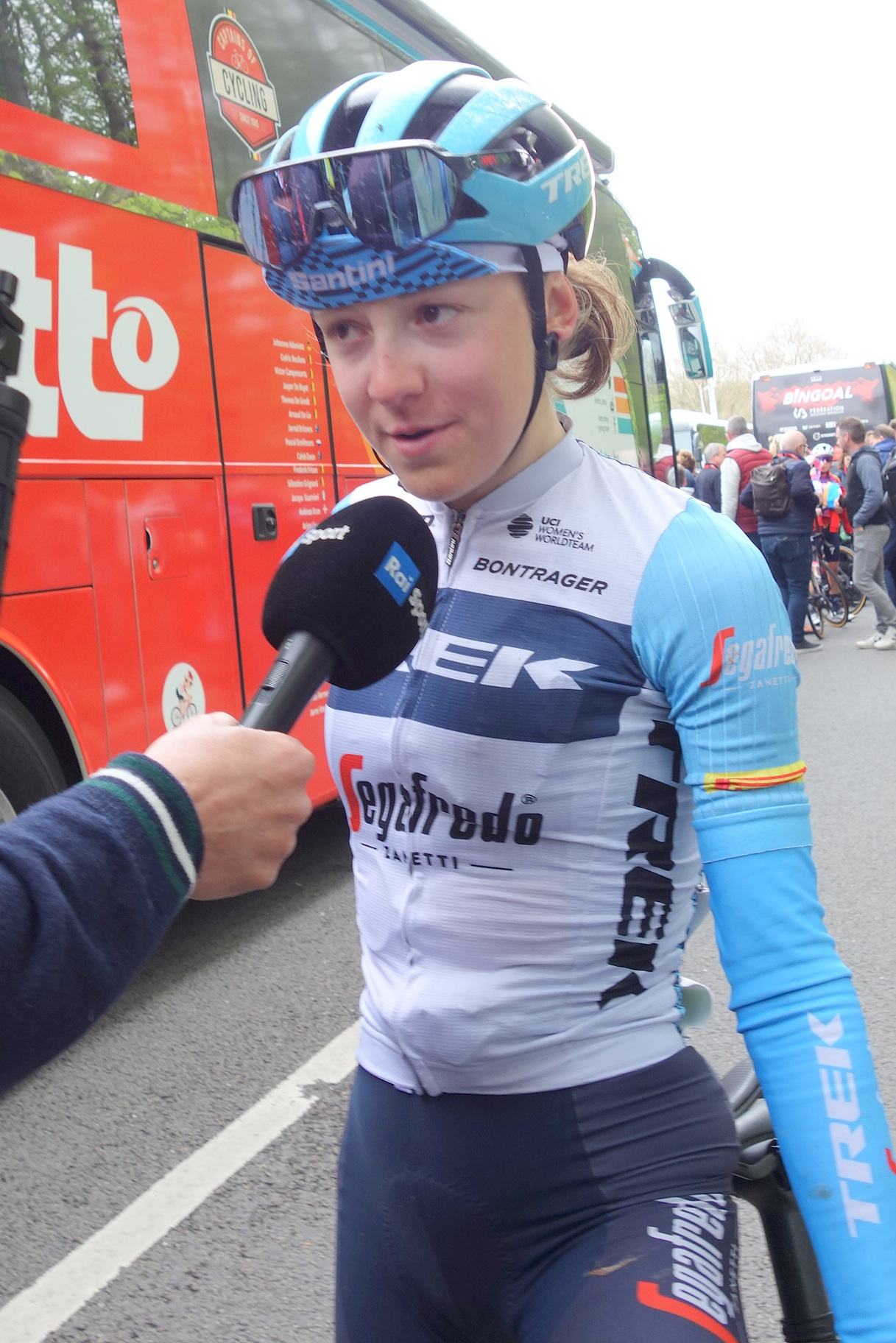
À l'arrivée de Liège-Bastogne-Liège

Au Tour des Émirats arabes unis, dans la montée finale de la troisième étape, une sélection s'opère rapidement sous l'impulsion de Kristen Faulkner notamment. À huit kilomètres de l'arrivée, Gaia Realini se met à imprimer le rythme. À cinq kilomètres du but, Longo Borghini et Realini sont seules en tête. La première s'impose et prend la tête du classement général. La dernière étape n'apporte pas de changement au classement général. Elle gagne ensuite le Trofeo Oro in Euro. Elle est troisième de la Flèche wallonne. Elle est septième de Liège-Bastogne-Liège.
Au Tour d'Espagne, dans la troisième étape, elle perd plus de 2 min 40 au classement général. Gaia Realini est ensuite cinquième de la montagneuse cinquième étape. Le lendemain, Annemiek van Vleuten place une attaque dès le pied de la première difficulté du jour, l'Alto de Fuente de las Varas, Gaia Realini fait partie de celles parvenant à la suivre. A 30 km, van Vleuten attaque de nouveau, au pied du Puerto de Campo el Hayal, suivie uniquement par Realini. L'Italienne finit par battre Annemiek van Vleuten au sprint et remporter l'étape. Dans la dernière étape, elle est la dernière à pouvoir suivre Vollering dans la montée finale et se classe seconde à onze secondes. Elle est troisième du classement général et meilleure grimpeuse.
Au Tour d'Italie, dans la cinquième étape, elle suit les favorites et se classe sixième. Elle est de nouveau à l'avant le lendemain. Sur la septième étape, dans la côte Cima Paravenna, Mavi Garcia attaque à quatre kilomètres du sommet. Juliette Labous et Gaia Realini mènent un groupe de favorites qui cherche à rester au contact de Garcia. Dans Paravenna, Labous et Lippert passent à l'offensive, mais sont rapidement reprises. Fisher-Black contre, puis Van Vleuten. Il reste alors un kilomètre et demi d'ascension. Realini et Labous reviennent sur Van Vleuten. Dans l'ascension finale, Van Vleuten attaque et s'impose de nouveau. Gaia Realini est troisième. Les deux dernières étapes n'apportent pas de changement : Gaia Realini termine meilleure jeune, meilleure Italienne et troisième du classement général.

### 2025
Après une chute à l'entraînement à la mi-janvier 2025, causée par une rafale de vent provoquée par un camion. L'étoile montante du cyclisme italien finit avec une petite fracture au coude. Cette blessure s'est avérée plus compliquée que prévu et sa guérison a été très longue, entamant totalement sa préparation hivernale.

## Palmarès sur route

### Par années
- 2021
  - 5e du championnat d'Europe sur route espoirs
- 2022
  - Giro della Campania in Rosa  
    - Classement général
    - 1re étape
- 2023
  - Trofeo Oro in Euro
  - 6e étape du Tour d'Espagne
  - 4e étape du Tour de l'Avenir
  - 2e du Tour des Émirats arabes unis
  - 3e de la Flèche wallonne
  - 3e du Tour d'Espagne
  - 3e du Tour d'Italie
  - 3e du Tour de l'Avenir
  - 7e de Liège-Bastogne-Liège
  - 9e du Tour de Romandie
- 2024
  - 1re étape du Tour d'Espagne (contre-la-montre par équipes)
  - 2e du Tour d'Estrémadure féminin
  -  Médaillée de bronze du championnat du monde du contre-la-montre par équipes en relais mixte
  - 3e du Tour de Romandie
  - 4e du Tour des Émirats arabes unis
  - 5e du Tour de France
  - 7e du Tour de Suisse
  - 7e du Tour d'Italie

### Résultats sur les grands tours

#### Tour d'Italie
3 participations :
- 2021 : 11e
- 2022 : 13e
- 2023 : 3e et  vainqueure du classement meilleure jeune.

#### Tour de France
1 participation :
- 2024 : 5e

#### Tour d'Espagne
2 participations :
- 2023 : 3e et vainqueure de la 6e étape,  vainqueure de la  meilleure grimpeuse
- 2024 : non-partante (6e étape), vainqueure de la 1re étape (contre-la-montre par équipes),  maillot rouge pendant 1 jour

### Classement mondiaux
| Année                                 | 2021 | 2022 | 2023 | 2024 |
| ------------------------------------- | ---- | ---- | ---- | ---- |
| Classement UCI                        | 201e | 240e | 13e  | 22e  |
| UCI World Tour                        | nc   | 118e | 8e   | 15e  |
|                                       |      |      |      |      |
| Légende : nc = non classéSource : UCI |      |      |      |      |

## Palmarès en cyclo-cross
- 2019-2020
  - 3e du championnat d'Italie de cyclo-cross espoirs
  - 7e du championnat d'Europe de cyclo-cross espoirs
- 2020-2021
  - 2e du championnat d'Italie de cyclo-cross espoirs
  - 10e du championnat d'Europe de cyclo-cross espoirs
- 2021-2022
  -  Championne d'Italie de cyclo-cross espoirs
  - Brugherio - Memorial Berionni & Perego
  - 2e du Radcross Illnau
  - 6e du championnat d'Europe de cyclo-cross espoirs